# Lilburn (Georgia)
Lilburn – miasto w Stanach Zjednoczonych, w stanie Georgia, w hrabstwie Gwinnett.